# Coeloides crocator
Coeloides crocator är en stekelart som först beskrevs av Kirby 1837.  Coeloides crocator ingår i släktet Coeloides och familjen bracksteklar. Inga underarter finns listade i Catalogue of Life.